# СК Мережа Будівельних Магазинів
Споживчий кооператив «Мережа будівельних магазинів» —  це перший[джерело?] в Україні споживчий кооператив в галузі продажу будівельних матеріалів, до складу якого входять 112 магазинів із загальною чисельністю персоналу до 1000 осіб (у всіх магазинах разом). Дана організаційна форма є розповсюдженою в Європі, але Україна тільки починає до неї пристосовуватись.

## Історія розвитку
- СК "МБМ" був створений в жовтні 2010, коли 7 незалежних власників роздрібних магазинів самоорганізувались і продовжили здійснювати свою діяльність уже в складі споживчого кооперативу.
- В 2012 до складу учасників СК "Мережа Будівельних Магазинів" приєдналось ще 35 магазинів.
- В 2015 споживчий кооператив налічував 70 учасників.
- В 2017 до СК "МБМ" входять 90 учасників, в розпорядженні яких є 108 магазинів.
- Станом на липень 2018 СК "МБМ" налічує 112 магазинів.

## Діяльність
СК «МБМ» співпрацює з виробниками та постачальниками будівельних і господарських товарів. "Мережа Будівельних Магазинів" здійснює торгівлю в таких напрямках, як будматеріали, лісо-пиломатеріали, а також інструменти широкого спектра.
Станом на 2018 мережа СК «МБМ» налічує 112 магазинів, які функціонують в таких областях: Закарпатська, Львівська, Волинська, Рівненська, Івано-Франківська, Чернівецька, Тернопільска, Хмельницька, Вінницька, Житомирська.[джерело?]

## Інше
- В травні 2017 року загальноєвропейське об'єднання «Euro-Mat» [Архівовано 27 червня 2018 у Wayback Machine.] запросило представників споживчого кооперативу «Мережа Будівельних Магазинів» взяти участь у щорічному Форумі цього об'єднання у Люксембурзі. Захід відвідали 20 учасників (країн) «Євромату», 1 потенційний учасник (СК «МБМ»), 39 постачальників та 3 потенційні постачальники.
- 17 липня 2017 року делегація СК «МБМ» відвідала центральний офіс мережі будівельних матеріалів «PSB» [Архівовано 12 червня 2018 у Wayback Machine.] (Польща) задля перейняття європейського досвіду та дослідження процесу їхнього розвитку.
- 12 грудня 2017 року СК "Мережа будівельних магазинів" увійшов до списку 23 найкращих компаній України ("Ones to watch") за результатами загальноєвропейського конкурсу організацій "European Business Awards" ("Європейська Бізнес Премія")[1][2][3][7][8][9].
- 15 березня 2018 року СК "МБМ" став найкращою організацією України в номінації "Взаємодія зі споживачами і ринком" ("The Customer and Market Engagement Award") в рамках загальноєвропейського конкурсу організацій "European Business Awards" ("Європейська Бізнес Премія")[4][5][10][11][12][13][14][15][16].